# Mychal Kearse
Mychal Kearse (Greensboro, Carolina del Norte, 17 de noviembre de 1983) es un exjugador de baloncesto estadounidense. Con 1,94 metros de altura, actuaba en las posiciones de escolta y alero. Producto de los Mount St. Mary's Mountaineers -equipo de la Northeast Conference de la División I de la NCAA-, jugó profesionalmente en Europa, Asia y Latinoamérica. En su país actuó en ligas menores como la Universal Basketball Association y la American Basketball Association.

## Trayectoria

### Clubes
| Club                          | País           | Año         |
| ----------------------------- | -------------- | ----------- |
| Proline Kings                 | Japón          | 2007 - 2008 |
| SISU Copenhagen               | Dinamarca      | 2008 - 2010 |
| Kahraba Zouk Mikael           | Líbano         | 2010        |
| GIE Morrow Disciples          | Estados Unidos | 2010        |
| Dallas Stars                  | Estados Unidos | 2011        |
| BC CSU Sibiu                  | Rumania        | 2011        |
| Akita Northern Happinets      | Japón          | 2012        |
| Al-Karkh SC                   | Irak           | 2012 - 2013 |
| Greenville Galaxy             | Estados Unidos | 2013        |
| Al-Karkh SC                   | Irak           | 2013 - 2014 |
| Al-Shorta SC                  | Irak           | 2014 - 2015 |
| Barrancabermeja Ciudad Futuro | Colombia       | 2015        |
| Al-Shorta SC                  | Irak           | 2015 - 2016 |

## Selección nacional
Kearse representó a los Estados Unidos en la Copa William Jones de 2013 (sin embargo el equipo no estuvo auspiciado por USA Basketball sino por la Professional Basketball Alumni Association).